# Miasto ludzi
Miasto ludzi (tytuł oryg. Cidade dos Homens, ang. City of Men, 2002–2005) – brazylijski serial obyczajowy nadawany przez stację Globo TV od 4 października 2002 roku do 16 grudnia 2005 roku. W Polsce jest nadawany od 3 lutego 2011 roku na kanale Tele 5.
Serial został zrealizowany na podstawie nominowanego do Oscara filmu Miasto Boga.

## Opis fabuły
Laranjinhę (Darlan Cunha) i Acerolę (Douglas Silva) łączy prawdziwa przyjaźń. Obaj mają ciężkie dzieciństwo, które spędzają w niebezpiecznych fawelach Rio de Janeiro. Codziennie muszą kombinować, jak zarobić na coś do jedzenia. Są jednak niezwykle sprytni.

## Obsada
- Douglas Silva jako Acerola
- Darlan Cunha jako Laranjinha